# بيتر كريستوفر
بيتر كريستوفر (بالإنجليزية: Peter Christopher)‏ هو مؤرخ أسترالي، ولد في 1948 في قبرص.